# Miroslav Mitrofànov
Miroslav Boríssovitx Mitrofànov (en letó: Miroslavs Mitrofanovs, en rus: Мирослав Борисович Митрофанов; nascut el 18 de desembre del 1966 a Daugavpils, Letònia) és un periodista i polític d'origen rus i letó, membre de la setena i novena Saeima (parlament litó) per la Unió Russa de Letònia. Membre del Parlament Europeu des del 5 de març del 2018.
L'any 1991 es llicencià en Biologia a la Universitat de Letònia. Llavors va treballar de periodista al diari rus "Dinaburg" a Daugavpils del 1991 al 1994. Membre del setè parlament lituà (Saeima) amb el partit ForHRUL (1998-2002), va ser conseller al grup parlamentari del 2002 al 2004. També va treballar al grup dels Verds del parlament europeu del 2004 al 2006. Escollit a la novena Saeima el 2006 i fins al 2010. El 2011 esdevé copresident del seu grup parlamentari ForHRUL.